# Леманс, Клинт
Клинт Леманс (нидерл. Clint Leemans; род. 15 сентября 1995, Велдховен, Северный Брабант) — нидерландский футболист, полузащитник клуба НАК Бреда.

## Клубная карьера
Леманс — воспитанник клубов РКВВО и ПСВ. 20 сентября 2013 года в матче против «Ден Босх» он дебютировал в Эсртедивизи за дублирующий состав последних. В 2016 году Леманс перешёл в «ВВВ-Венло». 5 августа в матче против «Камбюра» он дебютировал за новую команду. 22 августа в поединке против дублёров ПСВ Клинт забил свой первый гол за «ВВВ-Венло».
Летом 2018 года Леманс перешёл в ПЕК Зволле. 10 августа в матче против «Херенвена» он дебютировал за Эредивизи. 24 ноября в поединке против АДО Ден Хааг Клинт забил свой первый гол за ПЕК Зволле.
В 2019 году Леманс на правах аренды перешёл в Валвейк. 15 сентября в матче против ПЕК Зволле он дебютировал за новый клуб. В этом же поединке Клинт забил свой первый гол за «Валвейк». В 2021 году Леманс был арендован «Де Графсхап». 29 января в матче против ТОП Осс он дебютировал за новую команду. В этом же поединке Клинт забил свой первый гол за «Де Графсхап».
Летом 2021 года Леманс подписал контракт с датским «Виборгом». 21 июля в матче квалификации Лиги конференций против литовской «Судувы» игрок дебютировал за основной состав. 3 августа в поединке против фарерского Б-36 Клинт забил свой первый гол за «Виборг». 6 августа в матче против «Силькеборга» он дебютировал в датской Суперлиге.
Летом 2024 года Леманс вернулся на родину став игроком НАК Бреда. 14 сентября в матче против ситтардской «Фортуны» он дебютировал за новый клуб. 26 октября в поединке против своего бывшего клуба «Валвейка» Клинт сделал «дубль», забив свои первые голы за НАК Бреда.

## Международная карьера
В 2013 году Леманс в составе юношеской сборной Нидерландов принял участие юношеский чемпионат Европы в Литве. На турнире он сыграл в матче против команды Испании.